# Hanglover
Hanglover è il quarto album in studio del rapper italiano Fred De Palma, pubblicato nel 2017.

## Tracce
1. Hanglover
2. Love King
3. Un'altra notte (con Giulia Jean)
4. Adiós
5. Goodnite (con LowLow e Livio Cori)
6. Alabama
7. Io no
8. Il cielo guarda te
9. 5.30 (con Achille Lauro)
10. Niente da dire
11. Ora che
12. Almeno tu (con Cicco Sanchez)
13. Non tornare a casa
14. Tu dimmi
15. Il mio game (con Samuel Heron)
16. Dyo
17. Vuoi ballare con me (con Madh)
18. Voilà